# Monika Linkytė

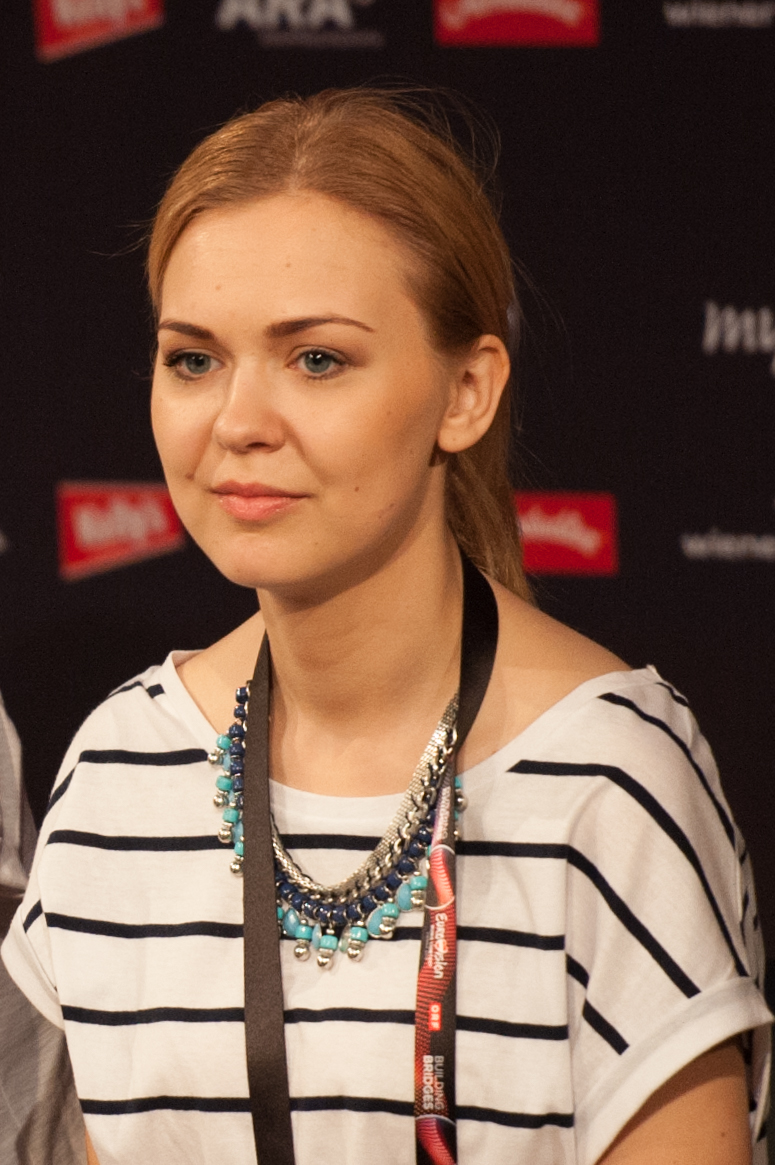
Monika Linkytė

Monika Linkytė, född 3 juni 1992 i Gargždai, är en litauisk sångerska och låtskrivare. Hon har representerat sitt land i Eurovision Song Contest två gånger, 2015 i Wien med låten "This Time" (tillsammans med Vaidas Baumila), och 2023 i Liverpool med låten ”Stay”.